# Komunistická strana Kuby
Komunistická strana Kuby (španělsky Partido Comunista de Cuba, zkratka PCC) je v současné době jediná legálně působící politická strana na Kubě.

## Historie

### Vznik první historické komunistické strany
Založena byla roku 1925, mezi jejími zakladateli figurovali Julio Antonio Mella (tajemník Svazu univerzitních studentů – FEU), Blas Roca, Anibal Escalante a Fabio Grobart.
Téhož roku vznikl na Kubě Svaz odborů, který komunisté po boji proti anarchosyndikalistům ovládli. PCC se postavila do opozice vůči diktátorskému režimu Gerarda Machada, a částečně tak získala sympatie kubánského obyvatelstva. Ty však pozbyla nejen kvůli dogmatickému sektářství (stalinizace Kominterny) a neochotě spojit se s ostatními složkami protidiktátorského hnutí (Studentské direktorium, ABC, atd.). V roce 1929 byl vůdce strany Julio Antonio Mella zavražděn agenty kubánské vlády.
Významní členové:
- Julio Antonio Mella – tajemník Svazu univerzitních studentů – FEU
- Blas Roca
- Anibal Escalante
- Fabio Grobart

### Účast v Batistově vládě
V polovině 30. letech přijala strategii vytváření Lidových front a aktivně podpořila Fulgencia Batistu. Roku 1940 se PCC spojila s Revolučním svazem v Revoluční komunistický svaz. Poté, co se stal Batista prezidentem, se stali zástupci PCC jako první komunisté v Jižní Americe členy vlády (1940–1944, ministři bez portfeje). Ministrem se tehdy stal i její člen a pozdější ministr Castrovy vlády Carlos Rafael Rodríguez.
Významní členové:
- Carlos Rafael Rodríguez

### Přeměna na umírněnou socialistickou stranu PSP
Během II. světové války byla strana ovlivněna ideologií Earla Browdera (tajemník Komunistické strany USA). Browderismus hlásal přeměnu extrémních komunistických stran na umírněnější mezitřídní hnutí. V roce 1944 tak komunisté přijali nový název: Lidová socialistická strana (Partido Socialista Popular, PSP). Po odchodu Batisty se komunisté stali znovu pololegální stranou, po jeho návratu (puč roku 1953 tolerovaný USA) dokonce ilegální. Komunisté (Lidoví socialisté) se tedy ocitli znovu v opozici. Nadále protestovali proti násilnému boji s vládou. Například Castrův útok na kasárny Moncada označili za maloburžoazní pučismus.
Významní členové:
- Raúl Castro
- Aníbal Escalante

### Sjednocení stran do ORI, kubánské verze národní fronty
Do protibatistovské fronty tvořené partyzány z Hnutí 26. července (Barbudos), Studentským direktoriem, Ortodoxní stranou a odbory vstoupili až během revoluce v roce 1958. Dva roky po vítězství povstalců (1961) byli pohlceni do uskupení nazvaného Sjednocené revoluční organizace (ORI), ve kterém vedoucí úlohu převzal činitel PSP Aníbal Escalante.
Kubánský politický život směřoval k vytvoření politické strany pod vedením komunistů, což se nelíbilo ostatním složkám ORI. V roce 1962 označil Castro situaci za neudržitelnou a Escalante odešel do Moskvy. Poté byl vliv prosazující závislost na SSSR omezen a hlavní slovo uvnitř ORI připadlo Fidelu Castrovi.

### Vznik druhé Komunistické strany Kuby PCC
V roce 1965 byly Revoluční organizace přejmenovány na Komunistickou stranu Kuby PCC. Na Kubě tak vznikla nová KSK, jediná povolená strana na ostrově. Opětovné sblížení se SSSR bylo demonstrováno Castrovým schválením sovětské invaze do Československa.
I nadále však PCC prosazovala vlastní politický kurz ne vždy přijatelný pro Sovětský svaz. Jednalo se hlavně o vysílání bojových jednotek na podporu reformních, prosocialistických či antiamerických vlád ve Třetím světě (odkaz Che Guevary a teorie vytvoření Dvou, tří, mnoha nových Vietnamů).
Na domácím území jediná vládnoucí strana prosazovala oficiálně ideu marxismu-leninismu, značnou roli hrál již zmíněný internacionální protiimperialismus, ale i kubánský nacionalismus. Souhrnně se této ideologii říká castrismus. Po pádu východoevropských režimů prodělala i Komunistická strana Kuby krizi, její pozice však zůstaly nedotčené.
Oficiální noviny strany se nazývají Granma (Babička) podle názvu lodi, s níž přistála u břehů Kuby skupina povstalců roku 1956.
Pětileté sjezdy strany se konaly velmi nepravidelně. Sedmý sjezd Komunistické strany Kuby se konal v dubnu 2016. Na sjezdu v roce 2021 vystřídal Raúla Castra na pozici generálního tajemníka strany prezident Miguel Díaz-Canel, čímž se po více než 60 letech uzavřela éra Castrů.